# Saxifraga draboides
Saxifraga draboides är en stenbräckeväxtart som beskrevs av Cheng Yih Wu. Saxifraga draboides ingår i Bräckesläktet som ingår i familjen stenbräckeväxter. Inga underarter finns listade i Catalogue of Life.